# Guerre des Ombres
Dans l'univers de Babylon 5, la guerre des Ombres est le nom donné à un conflit pluriséculaire provoqué par les Ombres. La série télévisée en elle-même est le récit de la dernière guerre des Ombres et de ses conséquences.

## Déroulement

### Les causes
Chaque guerre des Ombres a la même origine : une vision différente de l'Univers et de son évolution par les deux principales puissances de la galaxie : les Ombres et les Vorlons.
L'histoire commence il y a plusieurs millénaires avant le début de la série, lorsque les Premiers êtres ayant peuplé notre galaxie décident de partir pour voyager entre les galaxies. Parmi tous les Premiers, deux races sont désignées pour guider les jeunes races dans leur évolution : les Ombres et les Vorlons à la vision diamétralement opposée sur le sujet de l'évolution des races. D'un côté, les Vorlons croient que toute évolution découle de l'ordre. De l'autre, les Ombres eux pensent que l'évolution passe par le chaos et que les races qui survivent à ce chaos en ressortent grandies et renforcées. Pendant des millénaires, ces deux Premiers respectèrent le point de vue de l'autre jusqu'au jour où l'un d'entre eux (on ne sait lequel) décida que sa façon de voir les choses était la meilleure. C'est ainsi que débuta ce conflit pluriséculaire qui n'eut que pour seul but d'imposer aux jeunes races la loi des Vorlons ou de celle des Ombres. Le principe de chaque nouvelle guerre étant le même : les Ombres essayent de dresser les différentes jeunes races les unes contre les autres ou les attaquent directement, tandis que les Vorlons offrent une aide stratégique, logistique et matérielle aux races attaquées sans jamais intervenir directement dans le conflit, hormis lors de la dernière guerre. Cet aspect tutélaire de races majeures par rapport à de jeunes races, et les conflits en découlant, est à rapprocher du cycle d’élévation de David Brin.

### L'avant-dernière guerre
Mille ans environ avant la fondation de la station Babylon 5, a eu lieu une nouvelle guerre contre les Ombres. Cette race semant le chaos, la destruction et les trahisons, et ses alliés se sont alors opposés aux Vorlons et à leurs alliés, dont les Minbaris.
Proche de la défaite après l'anéantissement de leur principale base spatiale, les Minbaris découvrent une station spatiale abandonnée dans l'Univers. Abandonné, pas tout à fait, puisqu'à l'intérieur se trouve un minbari se nommant Valen, inconnu de tous alors, pour la simple raison que ce Minbari n'est autre que Jeffrey Sinclair le premier commandant de Babylon 5, après sa "métamorphose", venu du futur pour changer le cours de la guerre et apportant avec lui la station Babylon 4. Cette station servit de nouvelle base aux Minbaris et leurs alliés exsangues pour se regrouper, se réarmer et remporter la guerre contre les Ombres mal préparées depuis la précédente guerre. Les Ombres, défaits, cachèrent leurs vaisseaux restants sur diverses planètes en les enterrant sous leur surface, attendant de reconstituer leur force pour les réveiller. Valen réforma les relations entre les Minbaris en assurant la représentation égale de chaque caste de celle-ci au sein d'un conseil de gouvernement, le Conseil gris. Les Minbaris unis ont ainsi montré l'exemple aux autres races alliées contre les Ombres.
Pendant le millénaire suivant, l'Anla'shok (les Rangers) surveille les limites de l'espace connu pour signaler le moindre signe d'activité des Ombres. Ce groupe a été créé par Valen pour unir dans un but commun les Minbaris quelle que soit leur caste.

## La dernière guerre des Ombres
Au cours du XXIIIe siècle du calendrier de l'Alliance terrienne, l'Anla'shok rapporte au Conseil gris des rumeurs de plus en plus nombreuses d'activités sur les franges de l'espace connu (the Rim dans la version originale), et notamment sur la planète d'origine des Ombres, Z'Ha'Dum. Cependant, ces avertissements ne sont pas entendus par le Conseil gris et sont oubliés de la plupart des dirigeants minbaris trop occupés par la guerre contre la Terre.
Pendant les années 2250, Delenn, ambassadeur minbari sur Babylon 5, poursuit la veille des activités pouvant signaler un retour des Ombres avec l'aide de l'ambassadeur vorlon Kosh Naranek. Elle s'assure ainsi que les Humains sont bien les alliés prophétisés pour la prochaine guerre contre les Ombres et découvre une preuve formelle de leur retour en rencontrant Morden, Humain allié des Ombres.
Dès lors, Delenn constitue contre l'avis du Conseil gris une Armée de Lumière :
- elle obtient, en 2259, la nomination du commandant de Babylon 5 Jeffrey Sinclair comme ambassadeur de l'Alliance terrienne sur Minbar, et le convainc de devenir chef de l'Anla'shok,
- elle prépare une alliance avec le capitaine John Sheridan, nouveau commandant de Babylon 5.
- le commandant Susan Ivanova assistée du ranger Marcus Cole sont chargés de retrouver la trace des autres Premiers partis voyager entre les galaxies et revenant parfois dans le secteur.

Dans le même temps, les Ombres agissent plus ouvertement. Elles envoient des représentants, qu'elles contrôlent, auprès de puissants membres des gouvernements de nombreuses races. Morden parvient par exemple à infiltrer le gouvernement centauri en obtenant la confiance de l'ambassadeur Londo Mollari et provoque la seconde guerre Centauris-Narns. Sur Terre, les Ombres parviennent à diviser : le président Clarck est encouragé dans une voie dictatoriale, qui laisse la Ligue des mondes non alignés sans son protecteur terrien.
Les actions de Delenn et Sheridan à partir de Babylon 5, et de l'Anla'shok conduisent au conflit armé en 2260 lorsque les Ombres attaquent des mondes et des réfugiés sans défense, divisés et affaiblis par des guerres de frontières initiées par les Ombres.
Le premier monde à subir ces attaques est celui des Brakiris  mais au même moment Sheridan et ses compagnons découvrent ce qui se révélera comme le seul point faible de la flotte des Ombres. En effet, technologiquement largement plus avancées que les autres races (hormis les Vorlons), les Ombres utilisent des vaisseaux "vivants" recouverts d'une bio-armure et commandés par des humanoïdes connectés à la machine, humanoïdes sensibles aux interférences télépathiques capables d'immobiliser totalement un vaisseau le rendant ainsi vulnérable.
Au milieu de cette année 2260, Sheridan, persuadé qu'une victoire sur les Ombres permettrait à tous les races de la Ligue des mondes non alignés de trouver l'espoir d'une victoire finale possible et ainsi de s'allier contre leur ennemi commun, demande officiellement l'aide des Vorlons par l'intermédiaire de leur ambassadeur Kosh. Kosh refuse tout d'abord, les Vorlons n'ayant jamais attaqué directement les Ombres, puis finit par céder et fait envoyer une flotte qui tendit une embuscade à un contingent de l'armée des Ombres qui fut détruit. Pour la première fois de l'histoire, les deux grandes puissances s'affrontaient et les jeunes races retrouvaient l'espoir en voyant que leur ennemi n'était pas invincible.
Rapidement Sheridan se rend compte que la tactique des Ombres est des plus étranges. En effet, une fois le combat gagné, les Ombres abandonnent la zone la laissant libre de toute recolonisation. De plus, elles prennent soin d'épargner un secteur entier (le secteur 83) de la galaxie où s'empressent de se réfugier des millions de personnes touchés par les attaques. Sheridan comprend alors que les Ombres veulent rassembler le plus de personnes possibles au même endroit pour frapper un grand coup en les exterminant et ainsi "briser" le moral de leurs ennemis. 
En décembre 2260, Sheridan et l'Armée de Lumière dotée des vaisseaux de l'Étoile céleste (White Star) et finalement soutenu par les mondes de la Ligue tendent une embuscade aux Ombres dans ce secteur 83, avec la plus grande flotte de l'histoire de la galaxie équipée de télépathes pour rendre inopérant les vaisseaux de leur ennemi, et obtiennent finalement leur première victoire militaire contre les Ombres. Mais malgré leur surnombre et la présence de télépathes, les pertes sont lourdes et pour un vaisseau des Ombres détruit, l'alliance en perdit deux.
Par la suite, les Ombres tentent de négocier avec Sheridan en le conduisant sur Z'Ha'Dum, mais celui-ci se sacrifie en provoquant la destruction d'une des principales villes de la planète.
Les Ombres, sévèrement touchées, décident de redéployer leurs troupes en les envoyant sur divers mondes qu'elles contrôlent ou alliés comme la planète Centauri Premier.
Les premiers mois de 2261 amènent une complexification du conflit : les Vorlons, ayant vu une opportunité inattendue dans le sacrifice de Sheridan, décident d'employer des méthodes radicales et de détruire tout peuple ayant un rapport quel qu'il soit avec les Ombres, et cela sans aucune distinction entre leurs vrais alliés et les peuples dominés par celles-ci, en envoyant leurs planètes-killers (destructeur de planète). Les morts se comptent rapidement par milliards puisque les Ombres font de même contre les mondes marqués par la présence des Vorlons en envoyant leurs propres planètes-killers. Delenn parvient avec le retour miraculeux de Sheridan à lever une nouvelle flotte de guerre pour s'opposer aux desseins des Ombres et des Vorlons.
C'est dans le système de Coriana, près de sa sixième planète, qu'a lieu la dernière confrontation entre les trois camps. Après avoir fait croire aux Ombres que l'alliance s'apprêtait à attaquer une planète qu'elles dirigent, celles-ci se rendent sur les lieux où elles retrouvent une partie de la flotte Vorlon sur le point d'attaquer cette planète. S'engage alors une titanesque bataille entre les trois camps qui tourne à l'avantage de l'alliance grâce à l'intervention des autres Premiers, qui grâce à leur puissance de feu, détruisent le planète-killer des Vorlons.
Les Vorlons décident alors d'appeler la totalité de leur flotte (dont celle sur le point de détruire Centauri Premier). Le combat semble irrémédiablement perdu lorsque la flotte de l'alliance se retrouve aux prises avec un planète-killer des Ombres mais dans un dernier effort Sheridan et Delenn parviennent à confondre les intentions des Ombres et des Vorlons et à leur prouver que les races plus jeunes que ces deux peuples peuvent désormais se débrouiller sans entités décidant pour elles si leur sort réside dans l'ordre (point de vue vorlon) ou le chaos (point de vue des Ombres).
Les Ombres et les Vorlons déposèrent les armes et décidèrent de rejoindre les autres Premiers dans leur voyage entre les galaxies.

## Conséquences de la guerre des Ombres
Le départ des Ombres, des Vorlons et des derniers représentants des races les plus anciennes de la galaxie n'aboutit pas directement à une ère de paix. En effet, les peuples alliés des Ombres comme les Drakhs, esseulés, décident de remplacer leurs anciens maîtres et de se venger de Delenn et Sheridan. Leurs actions aboutissement à la guerre de l'Alliance interstellaire contre la République centaurie en 2262 et l'isolement de cette dernière pendant le règne de Mollari II.
Du côté des effets du départ des Vorlons figurent les télépathes, une de leurs créations pour lutter contre les Ombres. Des télépathes dissidents humains inspirés des exemples de Byron et Lyta Alexander lancent à partir de Babylon 5 un mouvement de libération des télépathes contre l'Alliance terrienne et le Corps Psi.
Enfin, l'Alliance interstellaire fondée fin 2262 par la Ligue des mondes non alignés se lance dans la longue et difficile voie de la coopération pacifique entre ses membres.

## Place dans la série
Les guerres des Ombres sont au cœur de la série créée par Joe Michael Straczynski. Même s'il faut attendre l'épisode « Symboles et présages » (no 1.13, Signs and Portents) pour commencer à le découvrir explicitement, le téléspectateur a déjà sous les yeux des conséquences de la dernière guerre, mille ans avant les événements de la série : la Grande Prophétie des Minbaris, récits dont ceux de G'Quan, objets dangereux, le rêve de Londo Mollari, etc. Progressivement, la guerre des Ombres devient l'intrigue principale jusqu'à son dénouement dans la quatrième saison. 
Straczynski dévoile au fur et à mesure les liens des Ombres avec des événements politiques précédents (la mort du président terrien Santiago, l'apparition de la Garde de Nuit, etc.). Même sur des événements anciens et essentiels de la série : dans le téléfilm Au commencement (In the Beginning), la guerre Terre-Minbari est certes causée par un incident lors du premier contact entre ces deux peuples. Mais, l'escadre minbari conduite par le Conseil gris se trouvait là pour vérifier des rumeurs sur le retour des Ombres ; et la guerre qui s'ensuit permet à Delenn de découvrir l'importance des Humains dans le conflit à venir.

## Remarques
La guerre mille ans avant est à peine montrée dans la série (premier épisode de la Guerre sans fin), mais elle est régulièrement évoquée par Delenn comme le dernier exemple en date de confrontation avec les Ombres. De plus, les évocations répétées à Valen et G'Quon sont liées à ce conflit puisque les deux leaders spirituels minbari et narn l'ont vécu.
La dernière guerre :
- saison 1 : épisodes Symboles et présages, Chrysalis
- puis saisons 2 et 3 : de plus en plus présentes
- saison 4 : la première moitié est consacrée à la résolution de la guerre
- saisons 4 et 5 : les héros commencent à faire face aux premières conséquences de cette guerre
- après 2262 :
  - romans de la trilogie centaurie sur les conséquences sur Centauri Prime
  - téléfilm l'Appel aux armes et la série 2267, ultime croisade pour les conséquences sur Terre.